# УЭПН
УЭПН (Установка электрического плунжерного насоса, также известна как Скважинная насосная установка) — устройство, предназначенное для подъема нефти из скважин, которое может быть использовано для откачки пластовых вод и добычи различных полезных ископаемых, находящихся под землей на больших глубинах в жидком состоянии. Данное оборудование относится к установкам с насосами объемного действия, приводимыми в движение погружным линейным электродвигателем, для добычи пластовых жидкостей из скважин. Плунжерный насос с линейным приводом может эксплуатироваться в скважинах с дебитом 15 м3/сут и ниже.

## Устройство и принцип работы
Установка включает размещенные в едином корпусе плунжерный насос, снабженный нагнетательными клапанами, и гравитационный газосепаратор, образованный зоной забора между единым корпусом и цилиндром плунжерного насоса, над которым размещен блок обратных клапанов. Содержит присоединительную муфту для крепления скважинной насосной установки к колонне насосно-компрессорных труб. Под плунжерным насосом установлен погружной линейный электродвигатель. Демпфер верхней крайней точки хода слайдера установлен под плунжерным насосом с нагнетательными клапанами. Демпфер нижней крайней точки хода слайдера установлен в нижней части основания линейного электродвигателя. Под линейным двигателем размещен блок телеметрии, включающий датчики давления и температуры скважинной жидкости, датчик вибрации, инклинометр и блок измерения, связанный с датчиками температуры, установленными в линейном двигателе и связанными с наземным блоком управления через нулевую точку обмоток линейного двигателя, соединенных звездой. Наземный блок управления выполнен в виде трехфазного высокочастотного инвертора-регулятора и выходного трансформатора, соединенного с погружным линейным электродвигателем посредством изолированного трехпроводного кабеля.

## Основные элементы
1. Плунжерный насос (предназначен для непосредственной перекачки пластовой жидкости под определенным напором);
2. Линейный электродвигатель (предназначен для создания тягового усилия к штоку плунжерного насоса; является ключевым агрегатом установки и представляет собой электрическую машину с многофазной обмоткой якоря, фазы которой смещены друг относительно друга не в тангенциальном, а в аксиальном направлении);
3. Погружной инвертор (предназначен для преобразования постоянного тока в переменный)
4. Гидрозащита двигателя (предназначена для уравнивания давления во внутренней полости двигателя с давлением пластовой жидкости в скважине, компенсации теплового изменения объема масла, защиты внутренней полости двигателя от попадания пластовой жидкости и предотвращения утечки масла);
5. Наземная часть установки (станция управления) предназначена для управления работой погружной части и ее защиты при аномальных режимах; станция управления содержит коммутационную аппаратуру, выпрямитель и регулятор высокой частоты (РВЧ); управление ими осуществляет контроллер).[4]

## Преимущества технологии
Технологию УЭПН зачастую сравнивают с ШГН и УЭЦН ввиду применимости данных технологий на малодебитном фонде скважин. При этом использование ШГН требует больших затрат на обустройство, так как есть необходимость в строительстве фундамента. Также данная система имеет ограниченное применение по кривизне скважины, обеспечивает снижение межремонтного периода за счет наличия штанг, а также отличается сложностью перевода скважины с метода добычи с помощью УЭЦН на ШГН (ограничения по первым двум пунктам). При периодической эксплуатации установки ЭЦН насоса, во-первых, гарантирована потеря добычи нефти из-за сложности расчета режима работы. Во-вторых, происходит сокращение межремонтного периода, так как применение 2-х клапанов не позволяет промывать установку через насосно-компрессорные трубы. Также межремонтный период снижается из-за неблагоприятного режима работы для ПЭД (частые запуски). В-третьих, клапаны УЭЦН замерзают на устье в суровых условиях эксплуатации (например, в регионе Западная Сибирь), вызывая простои скважин. В-четвертых, после периода накопления во время запуска высока вероятность клина установки. Все перечисленные недостатки ШГН и УЭЦН значительно усложняют процесс добычи нефти.

#### УЭПН в сравнении с штанговым глубинным насосом обеспечивает
- Эффективную работу на широком фонде скважин, где ШГН не может использоваться по техническим причинам (искривлённые стволы скважин, большие глубины);
- Эксплуатацию в глубоких (3000м) скважинах с наклонно направленным типом ствола в зоне подвеса;
- Высокую надежность установки из-за отсутствия штанг;
- Простоту регулирования величины дебита, давления на приёме насоса, потребления электроэнергии.

#### УЭПН превосходит по эффективности и электроцентробежный насос по следующим характеристикам
- Способствует повышению эффективности добычи нефти за счёт увеличения КПД;
- Имеет постоянный цикл работы;
- Работает даже при минимальных дебитах, где нерентабельна работа УЭЦН, позволяя расширить фонд эксплуатируемых скважин;
- Обеспечивает снижение затрат на обслуживание за счет исключения сложных узлов центробежных насосов;
- Может использоваться на фонде скважин с более вязкой нефтью, насыщенной механическими примесями (до 1,3 г/лит. против 0,5г/лит для УЭЦН);
- Возможность эффективного освоения скважин после ремонта за счет применения станций управления и специального программного обеспечения;
- Снижение вероятности отказа установки по причине замерзания клапанов на устье скважины и заклинивания во время пуска (в сравнении с использованием высокопроизводительной УЭЦН в периодике).